# Pyhäsaari (ö i Egentliga Tavastland)
Pyhäsaari är en ö i Finland. Den ligger i sjön Takajärvi och i kommunen Hattula i den ekonomiska regionen  Tavastehus ekonomiska region  och landskapet Egentliga Tavastland, i den södra delen av landet, 100 km norr om huvudstaden Helsingfors. Öns area är 3,6 hektar och dess största längd är 260 meter i sydöst-nordvästlig riktning.